# Jinfengopteryx
Jinfengopteryx („Zlatý Fénix“, podle čínské mytologie) byl rod malého dravého dinosaura.

## Popis
Tento malý dravec měřil na délku jen asi 55 až 70 cm a vážil pravděpodobně kolem 400 gramů.
Byl to drobný teropodní dinosaurus, žijící zřejmě v období spodní křídy na území dnešní Číny (provincie Che-pej). Jinfengopteryx patří mezi prokazatelně opeřené dinosaury. Náležel do čeledi Troodontidae a do podčeledi Jinfengopteryginae, jíž dal své jméno. Mezi nejbližší příbuzné tohoto dinosaura patřily například rody Philovenator nebo Tamarro. Holotyp dinosaura s označením CAGS-IG-04-0801 se dochoval i s otisky plně vyvinutých obrysových per. V oblasti někdejšího žaludku dinosaura byly objeveny oválné objekty rudé barvy, které mohly představovat semena rostlin. Ty možná jinfengopteryx pozřel krátce před svou smrtí. Ačkoliv byl teropod, mohl být tedy druhotně všežravý nebo dokonce býložravý.